# 豊永村
豊永村（とよながそん / とよながむら）は、岡山県阿哲郡にあった村。現在の新見市豊永宇山・豊永佐伏・豊永赤馬にあたる。

## 地理
吉備高原北西部、高梁川支流・佐伏川の流域に位置していた。

## 歴史
- 1889年（明治22年）6月1日、町村制の施行により、阿賀郡宇山村、佐伏村、赤馬村が合併して村制施行し、豊永村が発足[1][2]。旧村名を継承した宇山、佐伏、赤馬の3大字を編成[2]。
- 1900年（明治33年）4月1日、郡の統合により阿哲郡に所属[1][2]。
  - 同年、煙草耕作組合結成[2]。生産は質量共に県下一であった[2]。
- 1917年（大正6年）豊永郵便局（湯川、3等無集配）開設[2]。
- 1954年（昭和29年）6月1日、阿哲郡新見町、美穀村、石蟹郷村、草間村、熊谷村、菅生村、上市町と合併し、市制施行し新見市を新設して廃止された[1][2]。合併後、新見市豊永町宇山・豊永町佐伏・豊永町赤馬となる[2]。

### 地名の由来
多くの候補があったが、永く豊かな村ということで命名された。

## 産業
- 農業[2]
- 産物：葉煙草、野菜[2]

## 教育
- 1909年（明治42年）旧村毎にあった簡易小学校を統合し豊永尋常高等小学校（大字佐伏コウロギ）を新築開校[2]。1904年（明治37年）豊永農業補習学校を付設[2]。
- 1947年（昭和22年）豊永中学校開校[2]。

## 名所・旧跡
- 三尾寺[2]
- 満奇洞[2]
- 日咩坂鐘乳穴